# Cleebourg
Cleebourg [klebuʁ]  est une commune française située dans la circonscription administrative du Bas-Rhin et, depuis le 1er janvier 2021, dans le territoire de la Collectivité européenne d'Alsace, en région Grand Est.
Cette commune se trouve dans la région historique et culturelle d'Alsace et fait partie du parc naturel régional des Vosges du Nord.

## Géographie

### Localisation
La localité fait partie de la région naturelle Outre-Forêt.
Le territoire de la commune est limitrophe de ceux de neuf communes :
| Wissembourg        | Rott, Oberhoffen-lès-Wissembourg | Steinseltz |
| Climbach           | Cleebourg                        | Riedseltz  |
| Soultz-sous-Forêts | Drachenbronn-Birlenbach          | Ingolsheim |

### Géologie et relief
La commune se compose de 54,16 hectares de territoires artificialisés (5,10 %), 529,78 hectares de territoires agricoles (49,93 %) et 476,73 hectares de forêts et milieux semi-naturels (44,93 %).
Espaces naturels :
- Quatre espaces protégés Natura 2000 :

im neubruch.
Vosges du Nord. Réserve de Biosphère, zone tampon.
Vosges du Nord. Réserve de Biosphère, zone de transition.
Vosges du Nord. Parc naturel régional.
- Deux zones naturelles d'intérêt écologique, faunistique et floristique (Znieff) :

Réduit militaire du Hohwald à Cleebourg.
Ruisseau du Bremmelbaechel à Cleebourg.

### Hydrographie et les eaux souterraines
Hydrogéologie et climatologie, par le BRGM :
Territoire communal : Occupation du sol (Corinne Land Cover); Cours d'eau (BD Carthage),
Géologie : Carte géologique; Coupes géologiques et techniques,
Hydrogéologie : Masses d'eau souterraine; BD Lisa; Cartes piézométriques.
La commune est dans le bassin versant du Rhin au sein du bassin Rhin-Meuse. Elle est drainée par le ruisseau le Schemperbach, 
le ruisseau Kuchenbaechel, 
le ruisseau la Heimbachgraben, 
le ruisseau le Bruellbaechel et le ruisseau le Rehbach,,.

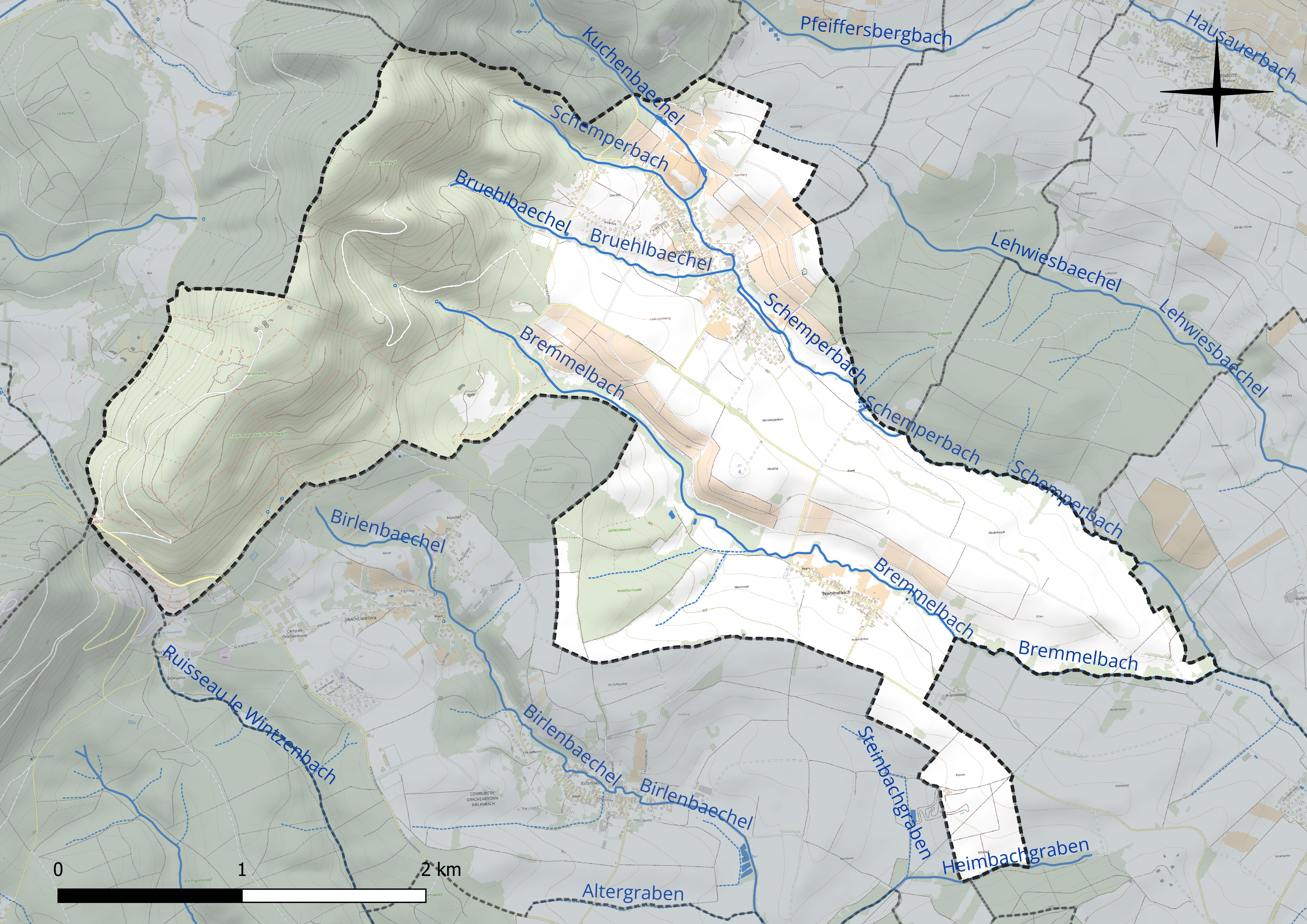
Réseau hydrographique de Cleebourg.

### Climat
Pour des articles plus généraux, voir Climat du Grand Est et Climat du Bas-Rhin.
En 2010, le climat de la commune est de type climat des marges montargnardes, selon une étude du Centre national de la recherche scientifique s'appuyant sur une série de données couvrant la période 1971-2000. En 2020, Météo-France publie une typologie des climats de la France métropolitaine dans laquelle la commune est exposée à un climat semi-continental et est dans une zone de transition entre les régions climatiques « Vosges » et « Alsace ». 
Pour la période 1971-2000, la température annuelle moyenne est de 10,3 °C, avec une amplitude thermique annuelle de 17,6 °C. Le cumul annuel moyen de précipitations est de 838 mm, avec 11,1 jours de précipitations en janvier et 10,8 jours en juillet. Pour la période 1991-2020, la température moyenne annuelle observée sur la station météorologique de Météo-France la plus proche, « Preuschdorf », sur la commune de Preuschdorf à 9 km à vol d'oiseau, est de 11,3 °C et le cumul annuel moyen de précipitations est de 834,2 mm. 
La température maximale relevée sur cette station est de 39,8 °C, atteinte le 4 juillet 2015 ; la température minimale est de −19,9 °C, atteinte le 8 janvier 1985,,. 
Les paramètres climatiques de la commune ont été estimés pour le milieu du siècle (2041-2070) selon différents scénarios d'émission de gaz à effet de serre à partir des nouvelles projections climatiques de référence DRIAS-2020. Ils sont consultables sur un site dédié publié par Météo-France en novembre 2022.

## Urbanisme

### Typologie
Au 1er janvier 2024, Cleebourg est catégorisée commune rurale à habitat dispersé, selon la nouvelle grille communale de densité à sept niveaux définie par l'Insee en 2022.
Elle est située hors unité urbaine. Par ailleurs la commune fait partie de l'aire d'attraction de Wissembourg (partie française), dont elle est une commune de la couronne,. Cette aire, qui regroupe 11 communes, est catégorisée dans les aires de moins de 50 000 habitants,.

### Occupation des sols
L'occupation des sols de la commune, telle qu'elle ressort de la base de données européenne d’occupation biophysique des sols Corine Land Cover (CLC), est marquée par l'importance des territoires agricoles (49,8 % en 2018), une proportion sensiblement équivalente à celle de 1990 (50,5 %). La répartition détaillée en 2018 est la suivante : 
forêts (45,2 %), zones agricoles hétérogènes (25,1 %), prairies (11,2 %), cultures permanentes (7,9 %), terres arables (5,6 %), zones urbanisées (5,1 %). L'évolution de l’occupation des sols de la commune et de ses infrastructures peut être observée sur les différentes représentations cartographiques du territoire : la carte de Cassini (XVIIIe siècle), la carte d'état-major (1820-1866) et les cartes ou photos aériennes de l'IGN pour la période actuelle (1950 à aujourd'hui).

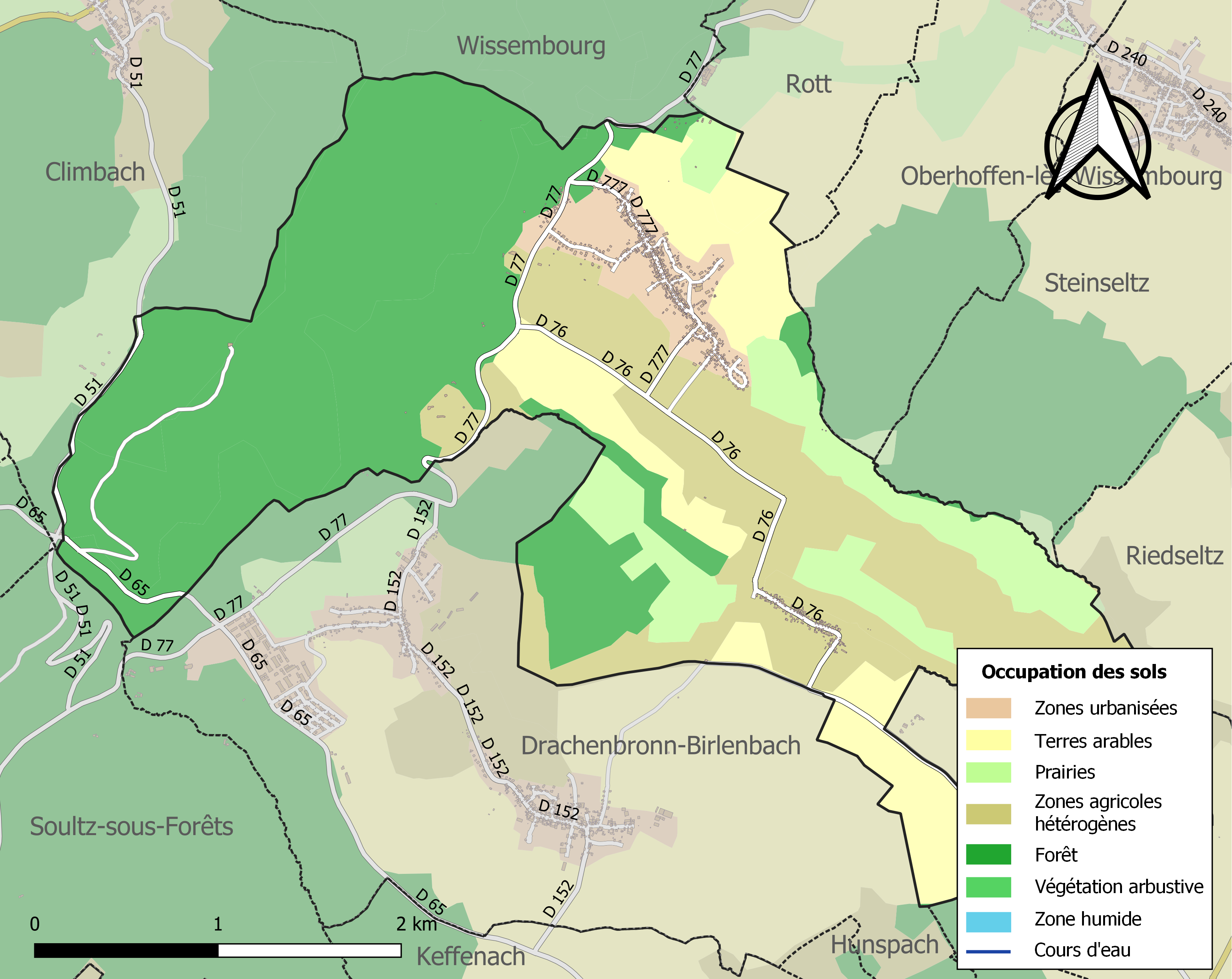
Carte des infrastructures et de l'occupation des sols de la commune en 2018 (CLC).

### Voies de communications et transports

#### Voies routières
- D 77 vers Lobssann, Rott[30].
- D 77 > D 152 vers Dragchenbronn-Birlenbach.

#### Transports en commun

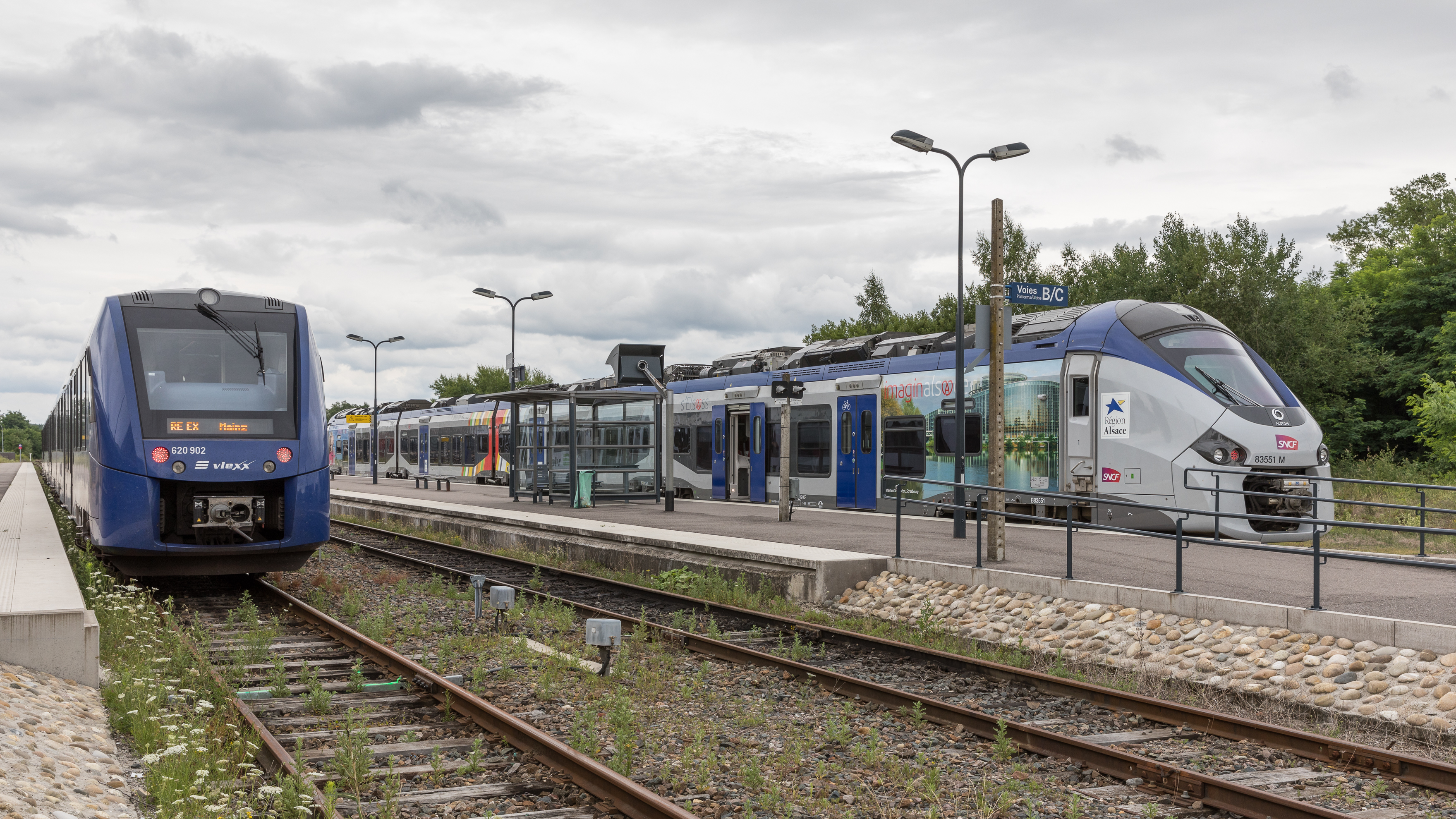
Gare de Wissembourg

- Transports en Alsace.
- Fluo Grand Est.

##### SNCF
- Gare de Wissembourg,
- Gare de Riedseltz
- Gare de Soultz-sous-Forêts,
- Gare de Hoffen.
- Ancienne gare de Hunspach.

### Risques naturels et technologiques
Commune située dans une zone de sismicité 3 modérée.

## Histoire
Cleebourg est probablement issu du germanique Klee, « trèfle », et Burg, « ville ».
Le blason de Cleebourg représente un trèfle rappelant l’origine du nom de la commune.
Le hameau de Cleebourg, où un château est mentionné en 1263, constitue à l'origine une possession de l'abbaye de Wissembourg.

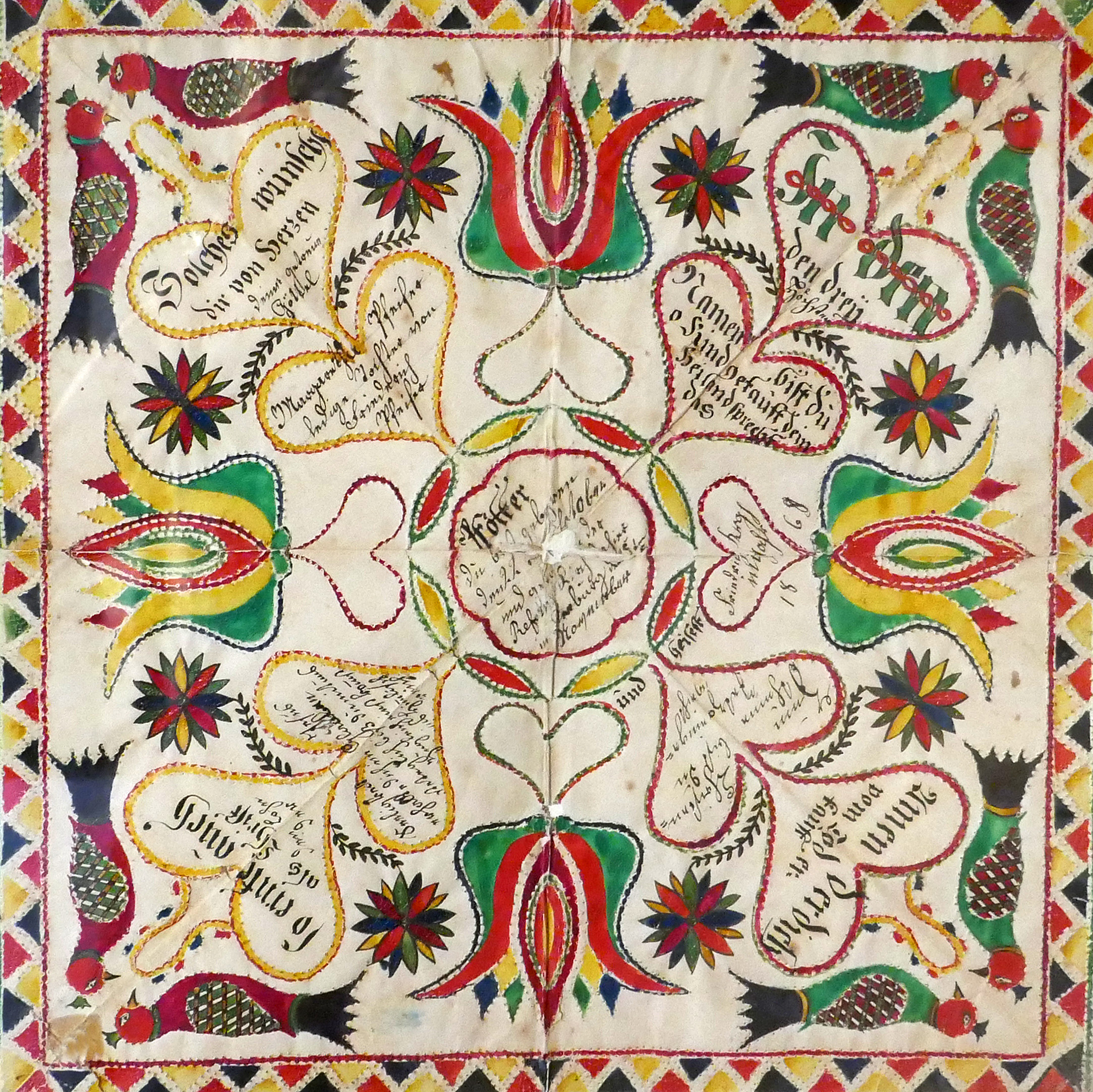
Lettre de baptême protestante (1868).

Le village de Cleebourg fait partie aux XIVe et XVe siècles des biens de l’électeur palatin et se trouve successivement donné en fief à plusieurs seigneurs. Repris en 1504 par l’Empire, il est donné au duché des Deux-Ponts, qui en font le chef-lieu du bailliage, avec juridiction sur les villages de Bremmelbach, de Hoffen, de Hunspach, d’Ingolsheim, de Keffenach, de Rott et de Steinseltz.
Il existe alors deux châteaux, l’un sur le Schlossberg, dénommé Cleebourg, et l’autre sur le domaine des Deux-Ponts. La Réforme est introduite en 1525 et en 1588, le duc Jean Ier impose le calvinisme, qui reste désormais la confession majoritaire. En 1617, Jean-Casimir de Deux-Ponts-Cleebourg (en allemand Johann Casimir von Pfalz-Zweibrücken-Kleeburg) devient le seigneur du lieu. Il est envoyé par les princes protestants à la cour de Suède, où il rencontre et épouse la princesse Catherine Vasa, la sœur du roi Gustave II Adolphe. Leur second fils, Charles-Gustave, est couronné roi et règne sur la Suède sous le nom de Charles X Gustave, et jusqu’en 1731, Cleebourg appartient aux princes de la lignée suédoise. Le bourg est totalement dévasté par Montclar pendant la guerre de Trente Ans – seul subsiste le moulin du château – et le bailliage est repeuplé de réfugiés huguenots et suisses. 
Aux XVIIIe et XIXe siècles, le village vit sous le régime du simultaneum religieux, ce qui provoque de nombreuses tensions. En 1787, le roi de Suède Gustave III renonce officiellement au bailliage de Cleebourg, qui est alors intégré au royaume de France.
Situé au pied des Vosges du nord, le village possède un vignoble réputé.
La commune opère une fusion-association avec le village de Bremmelbach le 1er janvier 1973.
Cleebourg est aussi connue pour avoir accueilli plusieurs spéciales des Rallyes de France-Alsace 2011 et 2012.

### Bremmelbach
Le nom de Bremmelbach apparaît pour la première fois au XIVe siècle du temps où le village faisait partie du  de Cleebourg. Il a ensuite été donné en fief aux
Bremmelbach, « le pays des balais » : selon une ancienne tradition, les habitants y confectionnaient des balais et c’est ainsi qu’on les surnomma Basebinder (« noueurs de balais »), en tant que peuple du Baseland (« pays des balais ») ou Basenescht (« nid à balais »).

## Toponymie
- Kleeberg (1203), Coleburg (XIVe siècle), Cleebourg (1793).
- Kleeburg en francique méridional. En allemand : Kleeburg ou Kleeberg.

## Politique et administration

### Découpage territorial

#### Intercommunalité
Commune membre de la Communauté de communes du Pays de Wissembourg.

### Élections municipales et communautaires

#### Liste des maires
| Période                                  | Période                   | Identité                                         | Étiquette | Qualité                                                                 |
| ---------------------------------------- | ------------------------- | ------------------------------------------------ | --------- | ----------------------------------------------------------------------- |
| Les données manquantes sont à compléter. |                           |                                                  |           |                                                                         |
| 2001                                     | 2008                      | Ernest Jacky                                     |           |                                                                         |
| mars 2008                                | En cours (au 31 mai 2020) | Serge Strappazon, Réélu pour le mandat 2020-2026 | DVD       | Retraité de la Fonction publique Président de la communauté de communes |

### Budget et fiscalité 2023
En 2023, le budget de la commune était constitué ainsi :
- total des produits de fonctionnement : 509 000 €, soit 774 € par habitant ;
- total des charges de fonctionnement : 432 000 €, soit 657 € par habitant ;
- total des ressources d'investissement : 192 000 €, soit 292 € par habitant ;
- total des emplois d'investissement : 439 000 €, soit 667 € par habitant ;
- endettement : 449 000 €, soit 683 € par habitant.

Avec les taux de fiscalité suivants :
- taxe d'habitation : 19,25 % ;
- taxe foncière sur les propriétés bâties : 24,25 % ;
- taxe foncière sur les propriétés non bâties : 45,88 % ;
- taxe additionnelle à la taxe foncière sur les propriétés non bâties : 45,11 % ;
- cotisation foncière des entreprises : 22,83 %.

Chiffres clés Revenus et pauvreté des ménages en 2021 : médiane en 2021 du revenu disponible, par unité de consommation : 26 430 €.

### Jumelages
- Guldental (Allemagne) depuis 1988
- Ballenstedt (Allemagne)

## Équipements et services publics

### Enseignement
Établissements d'enseignements :
- École maternelle et primaire,
- Collèges à Wissembourg, Soultz-sous-Forêts, Wœrth, Walbourg, Reichshoffen,
- Lycées à Wissembourg, Walbourg, Haguenau.

### Santé
Professionnels et établissements de santé :
- Médecins à Riedseltz, Wissembourg, Hunspach, Lembach, Soultz-sous-Forêts,
- Pharmacies à Wissembourg, Lembach, Soultz-sous-Forêts, Merkwiller-Pechelbronn, Hatten, Woerth, Morsbronn-les-Bains, Reichshoffen,
- Hôpitaux à Wissembourg, Lobsann, Goersdorf, Niederbronn-les-Bains, Haguenau.

## Population et société

### Démographie

#### Évolution démographique
L'évolution du nombre d'habitants est connue à travers les recensements de la population effectués dans la commune depuis 1793. Pour les communes de moins de 10 000 habitants, une enquête de recensement portant sur toute la population est réalisée tous les cinq ans, les populations de référence des années intermédiaires étant quant à elles estimées par interpolation ou extrapolation. Pour la commune, le premier recensement exhaustif entrant dans le cadre du nouveau dispositif a été réalisé en 2005.

En 2022, la commune comptait 634 habitants, en évolution de −12,19 % par rapport à 2016 (Bas-Rhin : +3,17 %, France hors Mayotte : +2,11 %).
| 1793 | 1800 | 1806 | 1821  | 1831 | 1836 | 1841 | 1846 | 1851 |
| ---- | ---- | ---- | ----- | ---- | ---- | ---- | ---- | ---- |
| 664  | 856  | 889  | 1 073 | 929  | 938  | 823  | 822  | 828  |

| 1856 | 1861 | 1866 | 1871 | 1875 | 1880 | 1885 | 1890 | 1895 |
| ---- | ---- | ---- | ---- | ---- | ---- | ---- | ---- | ---- |
| 630  | 637  | 613  | 639  | 655  | 637  | 629  | 598  | 591  |

| 1900 | 1905 | 1910 | 1921 | 1926 | 1931 | 1936 | 1946 | 1954 |
| ---- | ---- | ---- | ---- | ---- | ---- | ---- | ---- | ---- |
| 570  | 565  | 549  | 520  | 528  | 605  | 613  | 502  | 483  |

| 1962 | 1968 | 1975 | 1982 | 1990 | 1999 | 2005 | 2006 | 2010 |
| ---- | ---- | ---- | ---- | ---- | ---- | ---- | ---- | ---- |
| 505  | 511  | 623  | 597  | 584  | 636  | 668  | 673  | 704  |

| 2015 | 2020 | 2022 | - | - | - | - | - | - |
| ---- | ---- | ---- | - | - | - | - | - | - |
| 712  | 640  | 634  | - | - | - | - | - | - |

### Cultes
- Culte catholique[43].
- Paroisses protestantes du Vignoble (Steinseltz, Cleebourg, Birlenbach)[44].

## Économie

### Entreprises et commerces

#### Agriculture

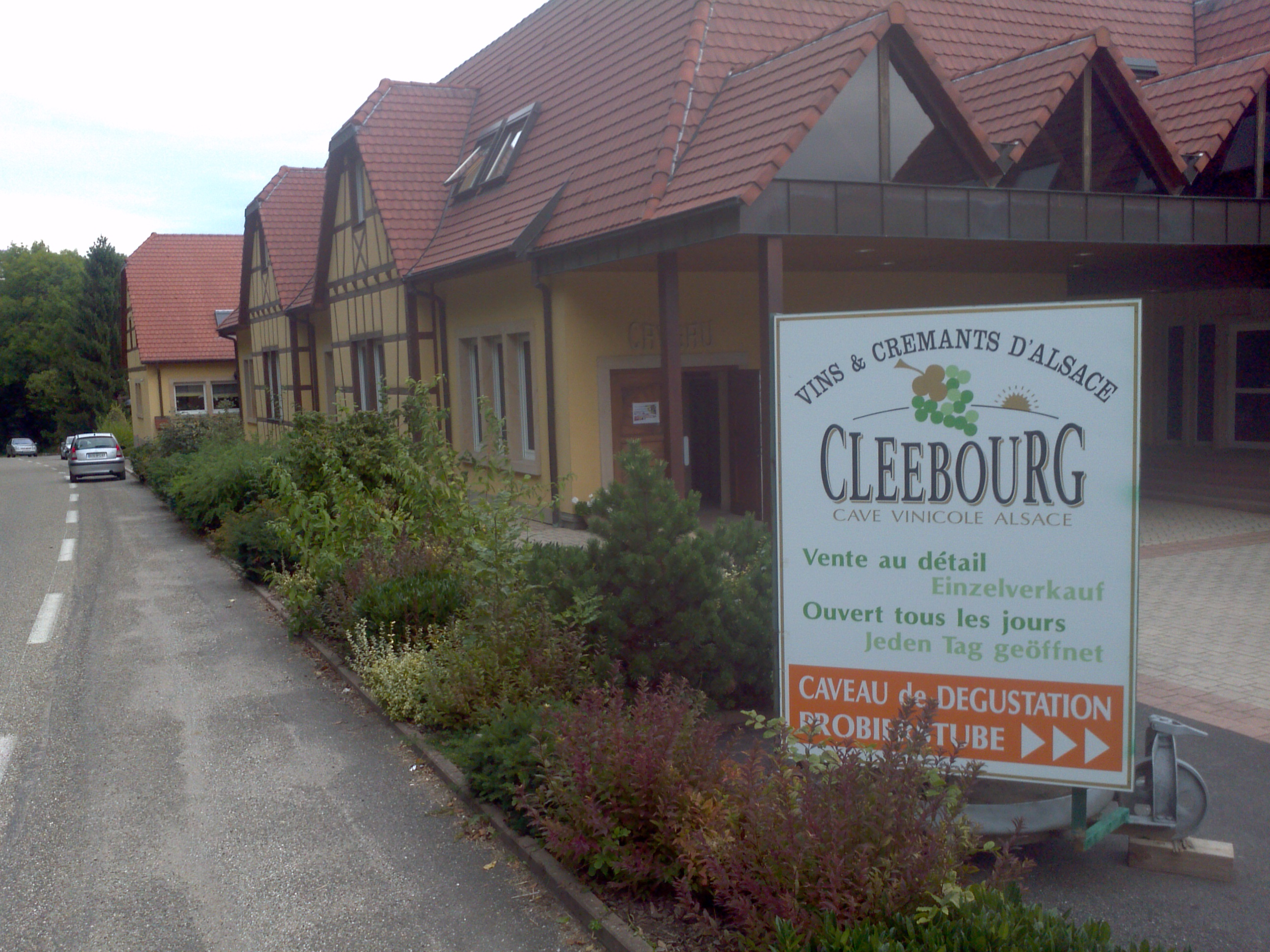
Cave vinicole.

- Culture de la vigne.

Le Vignoble de Cleebourg qui regroupe les bans des villages de Cleebourg, Oberhoffen les Wissembourg, Rott et Steinseltz est le vignoble le plus au nord de l'Alsace. Les vignerons sont regroupés en coopérative viticole qui produit le vin et s'occupe de la commercialisation de celui-ci.
- Culture de fruits à pépins et à noyau.
- Culture de céréales, de légumineuses et de graines oléagineuses.
- Élevage d'autres animaux.

#### Tourisme

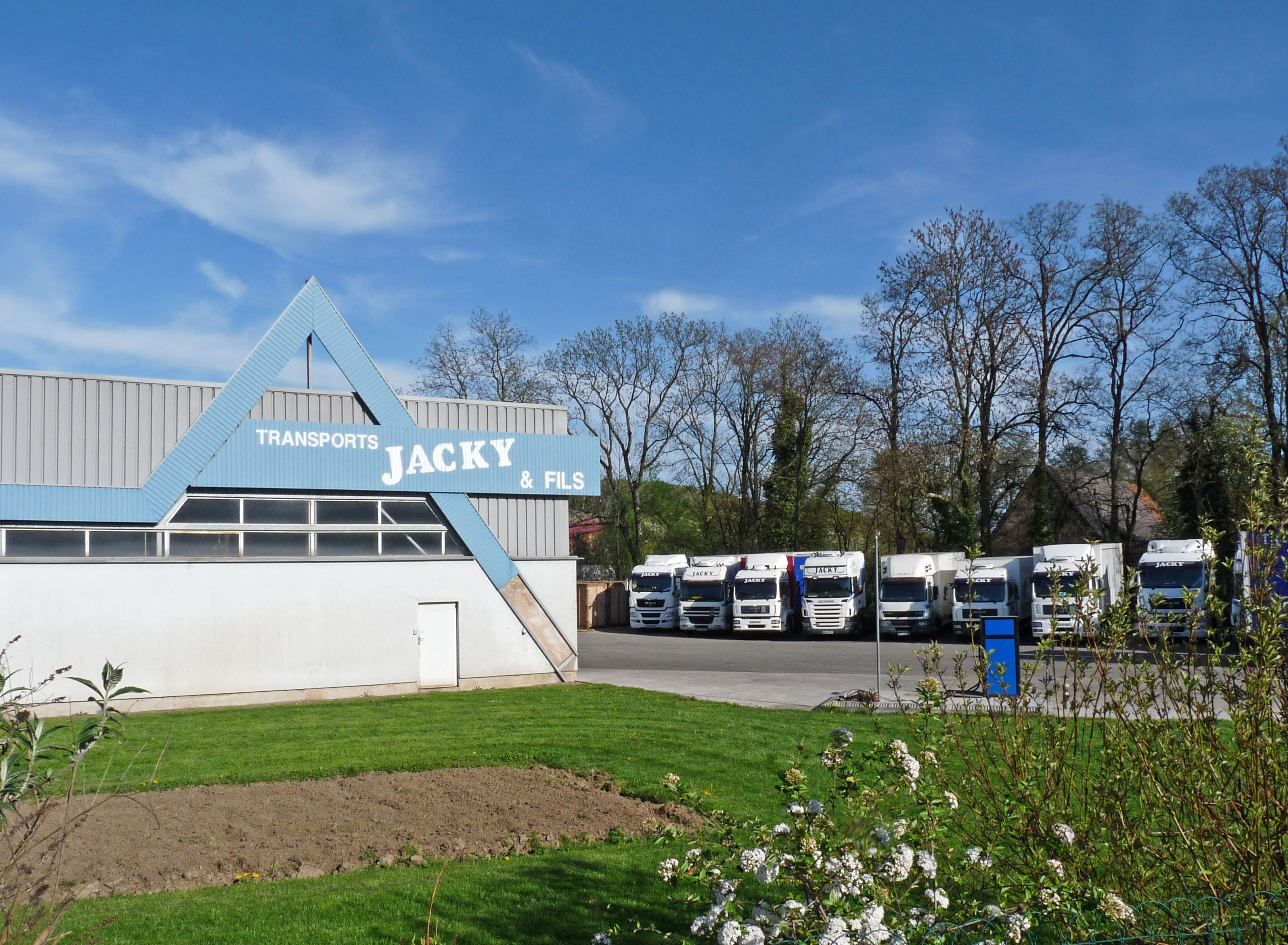
Entreprise de transports routiers.

- Restauration traditionnelle.
- Hôtel[45].
- Gîtes de France.

#### Commerces et services
- Commerces et services de proximité.
- Entreprise de transports routiers.

## Culture locale et patrimoine

### Lieux et monuments

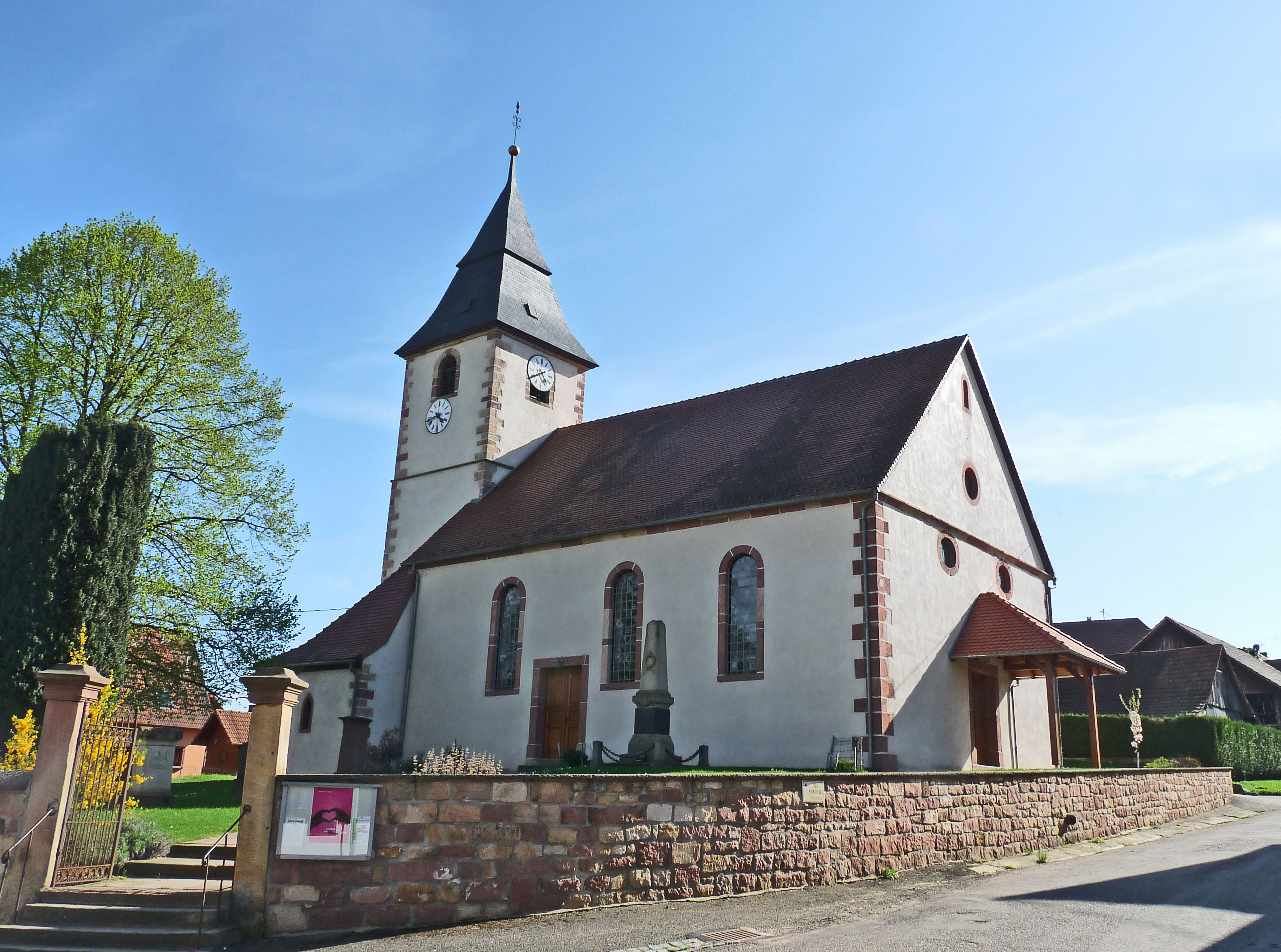
Église réformée.
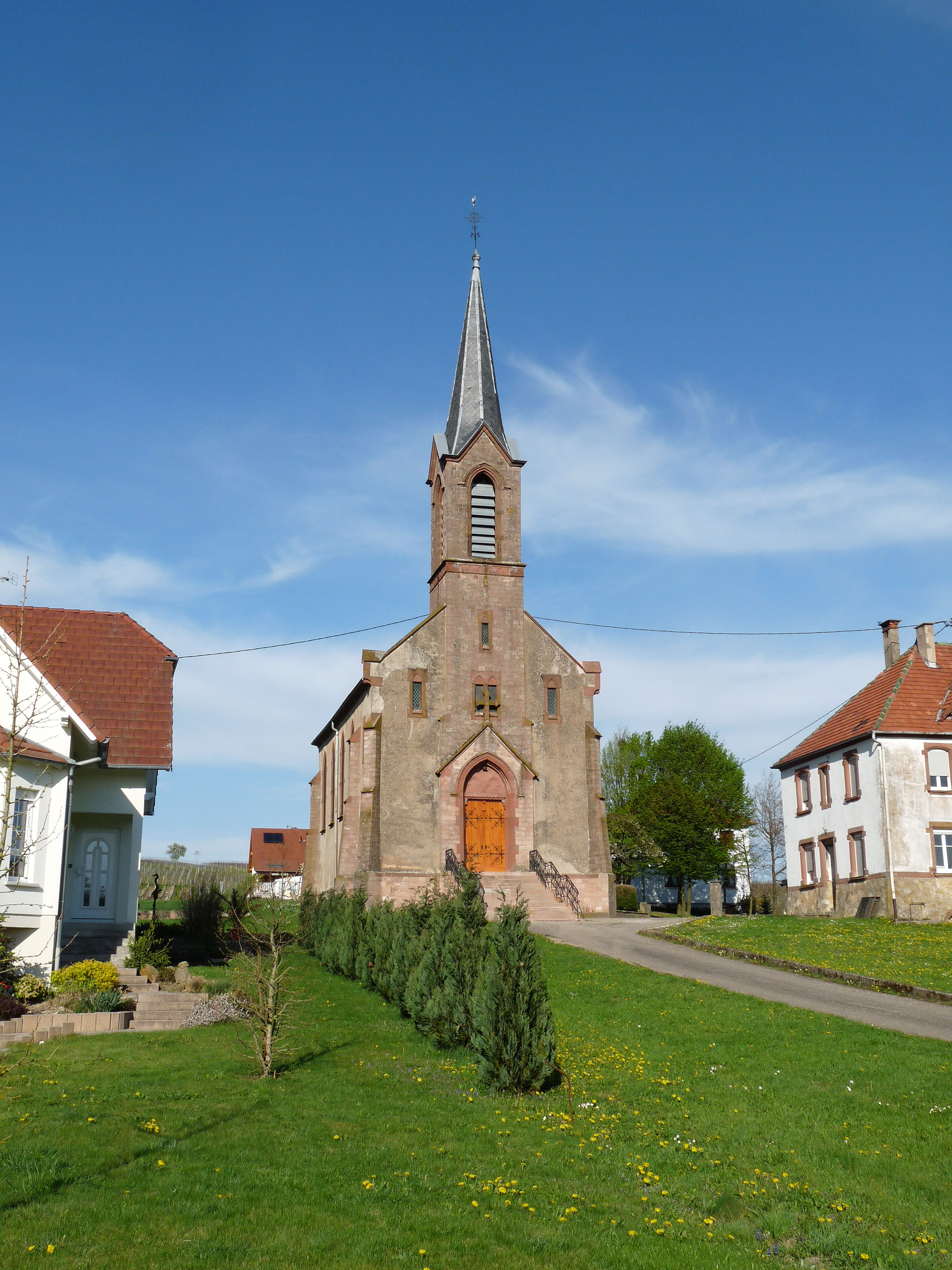
Église catholique Saint-Gall.
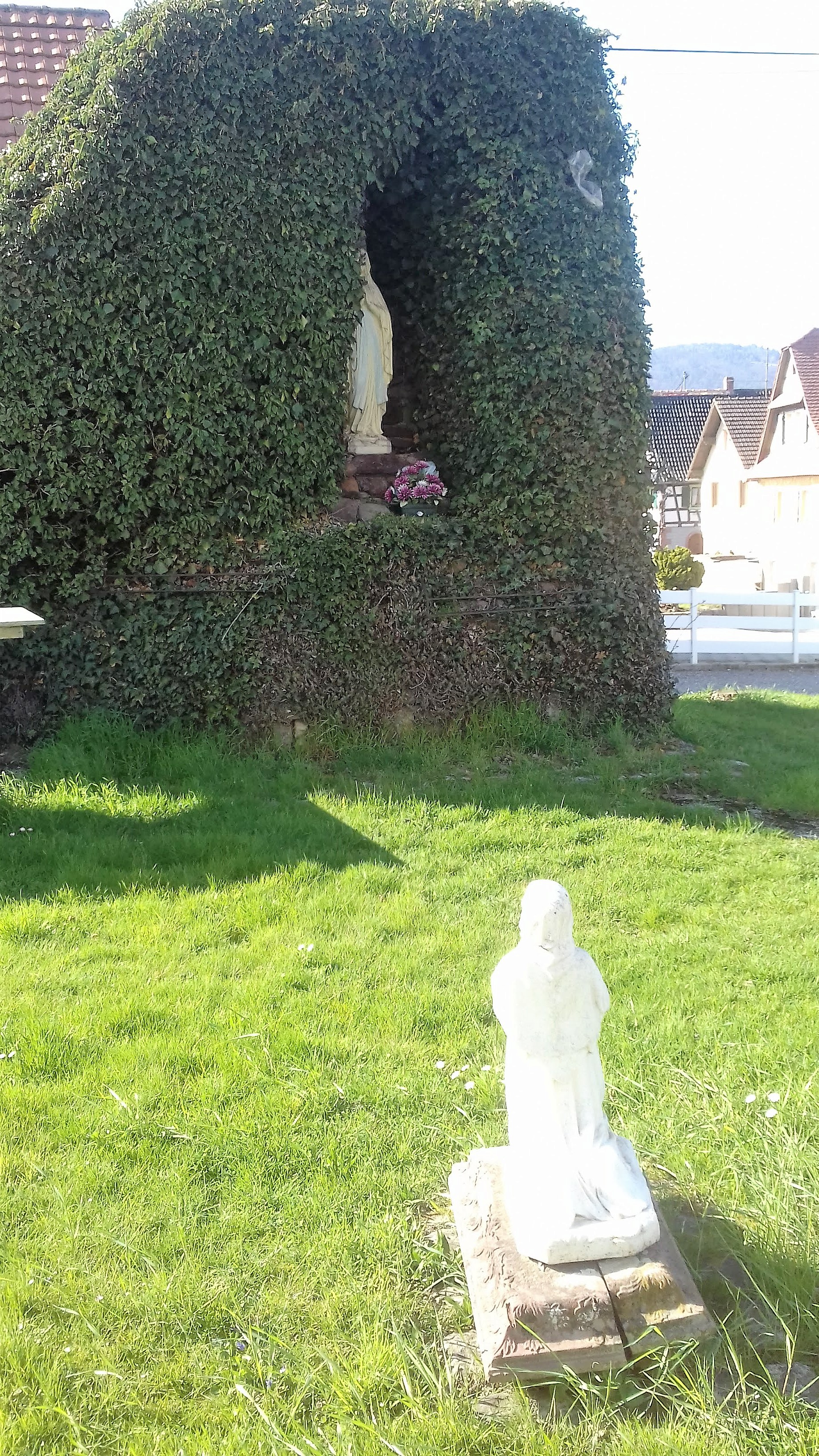
Grotte de Lourdes.
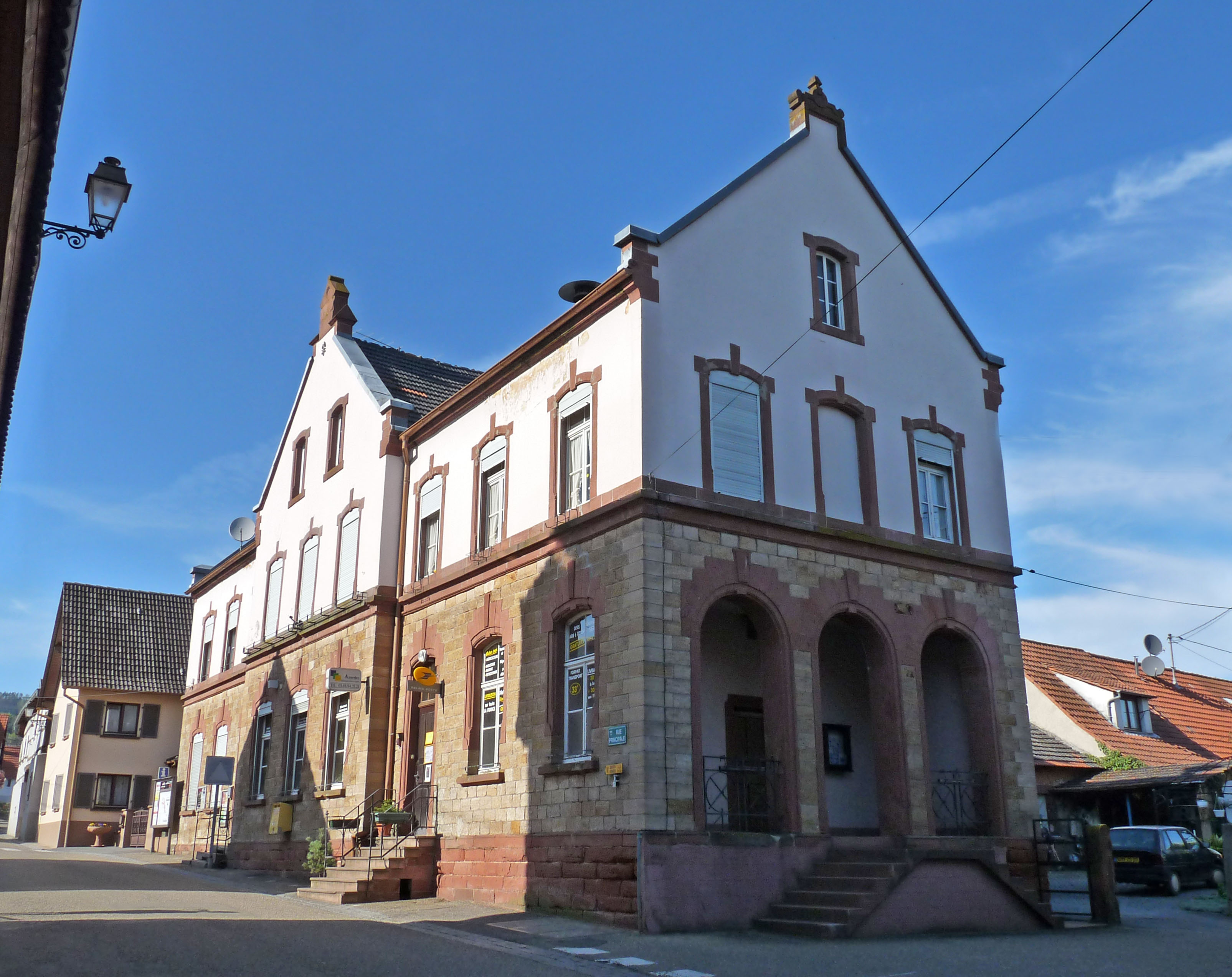
La Poste.
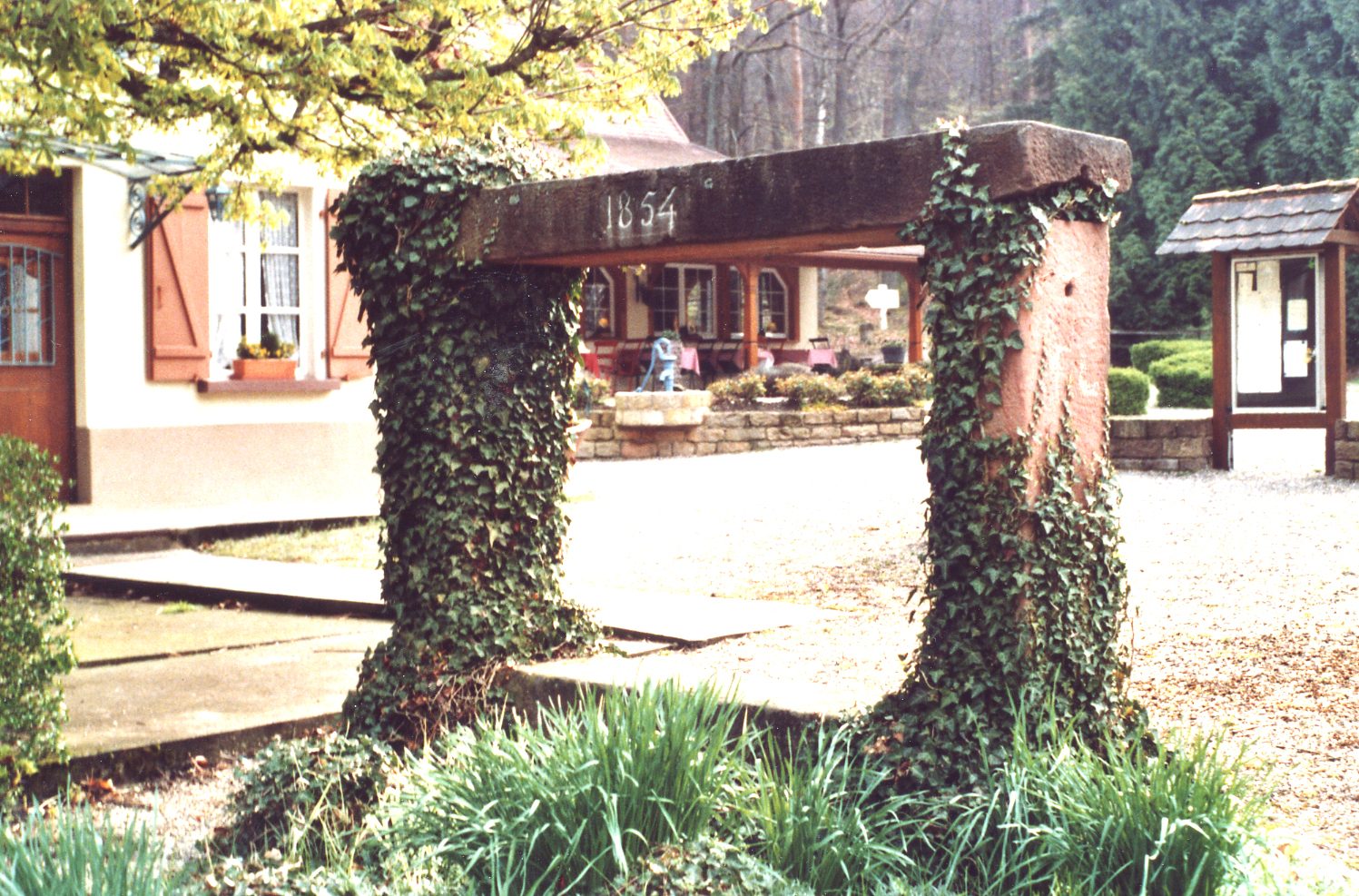
Banc reposoir 2e Empire sur le col de Pfaffenschlick.

#### Patrimoine religieux
- Église paroissiale Saint-Wendelin[46],[47],[48].

Le mobilier de l'église paroissiale Saint-Wendelin.
* Fonts baptismaux.
* Ensemble de 2 chandeliers d'autel.
* Orgue sur tribune,.
Maison, presbytère calviniste
- Église paroissiale Saint-Gall, rue du Moulin :

Le mobilier de l'église paroissiale Saint-Gall.
* Verrières.
* Fonts baptismaux.
* Croix.
* Orgue,.
* Harmonium.
- Croix du cimetière[62].
- Croix de chemin (B)[63]
- Grotte de Lourdes[64].

#### Autres patrimoines
- Mairie, école[65]
- Maison, école[66].
- Ancienne maison aux dîmes, ferme[67].
- Ancien château puis ferme dite Schloss[68].
- Four à pain[69].
- Banc public, banc reposoir[70],[71].
- Monument aux morts[72] : Conflits commémorés : Guerres 1914-1918 - 1939-1945[73].

### Personnalités liées à la commune
- Ludwig Häusser(1818-1867), homme politique et historien allemand né à Cleebourg en 1818.

### Héraldique
| Blason de Cleebourg | Blason  | D'argent au trèfle de sinople.                          |
| Blason de Cleebourg | Détails | Armes parlantes (Klee signifie « trèfle » en allemand). |

## Pour approfondir